# Волков Юрій Васильович (художник)
Юрій Васильович Во́лков (26 червня 1921, Топчикой — 25 січня 1991, Євпаторія) — український радянський художник; член Спілки художників СРСР з 1947 року та Спілки радянських художників України.

## Біографія
Народився 26 червня 1921 року в селі Топчикой (нині село Долинне Бахчисарайського району Автономної Республіки Крим, Україна). 1935 року його сім'я переїхала до Євпаторії, де він закінчив сім класів середньої школи № 2. Образотворчим мистецтвом займався в школі та студії образотворчого мистецтва під керівництвом учителя малювання Павла Олександровича Аліпова. Брав участь у конкурсі серед школярів на кращу ілюстрацію до творів Олександра Пушкіна, проведеному 1937 року газетою «Кримський комсомолець». Його малюнок «Руслан на коні» преміювали цінним подарунком і він був відібраний представником Комітету з організації Всесоюзної Пушкінської виставки в Москві. 1937 року на Всесоюзному конкурсі дитячого та юнацького малюнка в Москві був удостоєний 1-ї премії за картину «Перехід Червоної армії через Сиваш».
Протягом 1938—1940 років навчався на живописному відділенні Сімферопольського художнього училища, одночасно займався під керівництвом Миколи Самокиша, працював у його майстерні. З 1940 року працював художником-живописцем у товаристві «Кримхудожник». За рекомендацією Миколи Самокиша був прийнятий до Студії військових художників імені Митрофана Грекова в Москві, але навчанню завадила німецько-радянська війна.
Під час війни служив у Червоній армії. У жовтні 1941 року під містом Лубнами Полтавської області був поранений, потрапив у полон. Після третьої спроби втік із табору і з лютого 1943 року знову в діючій армії. Нагороджений орденом Червоної Зірки (30 грудня 1945); медалями «За відвагу» (23 січня 1944; за винесення поранених з поля бою), «За взяття Будапешта» (1945), «За визволення Праги» (1945), «За взяття Відня» (1945). 5 лютого 1945 року отримав дозвіл командування на заняття живописом і робив фронтові замальовки, писав етюди з натури, створив низку невеликих батальних картин.
Після демобілізації 2 червня 1946 року, повернувся до Євпаторії, працював вантажником. З 1947 року, після прийняття в члени Спілки радянських художників Криму, працював за договорами з Кримським обласним відділом у справах мистецтв і через «Стіл замовлень» при уповноваженому Художнього фонду СРСР по Криму; оформляв книжки для «Кримвидаву». З 6 квітня 1947 року по 30 січня 1948 року був членом правління Спілки радянських художників Криму; з 17 січня 1950 року — член товариства «Кримхудожник».
Мешкав у Євпаторії в будинку на вулиці Революції, № 37, квартира № 38. Помер у Євпаторії 25 січня 1991 року.

## Творчість
Працював у галузі станкового (у реалістичній манері писав жанрові полотна, бататьні картини на тему німецько-радянської війни, пейзажі) та монументального живопису (розписував церкви), книжкової графіки. Серед робіт:
станковий живопис
- «Не піти» (1947);
- «На Сталінградській дорозі» (1947, Севастопольський художній музей[2]);
- «Подвиг п'яти чорноморців» (1948—1949, Сімферопольський художній музей[2]);
- «Гаряча пора. Новосели на збиранні врожаю» (1950);
- «Херсонеський тупик» (1951; 1956);
- «Степ» (1952);
- «Чайки над морем» (1952);
- «Криза минула» (1954);
- «11 дзот» (1955);
- «Розплата» (1956—1957);
- «Діти і море» (1958);
- «На курорт» (1960);
- «Не забудемо!» (1959—1960);
- «Один із багатьох» (1960);
- «Червоні каски» (1960—1962).

розписи у Євпаторії
- «Голгофа. Місячний пейзаж» (1954—1956, на східній стіні церкви святого пророка Іллі; знищений у 1962 році)[1];
- «Розп'ятий Христос» (1963—1966, церква святого пророка Іллі)[1];
- «Вісім святих» (1963—1966, енкавстика; центральний крилас, простінки між вікнами на барабані бані купола собору святителя Миколая)[1].

оформлені книжки («Кримвидав»)
- «Вулиця молодшого сина» Льва Кассіля та Макса Поляновського (1949);
- «Степове сонце» Петра Павленка (1949);
- «Кирюша із Севастополя» Євгена Юнги (1949);
- «У місті російської слави» Івана Козлова (1950);
- «Серце солдата» Івана Стаднюка (1954);
- «Чорноморці» Василя Кучера (1954);
- «Повість про молодих підпільників» Анатолія Кузнєцова і Миколи Панюшина (1964).

Брав участь в обласних та республіканських мистецьких виставках з 1948 року. Персональні виставки відбулися у Сімферополі у 1995—1996 роках.
Крім згаданих музеїв, роботи художника зберігаються у Музеї Чорноморського флоту у Севастополі, Євпаторійському краєзнавчому музеї.

## Вшанування

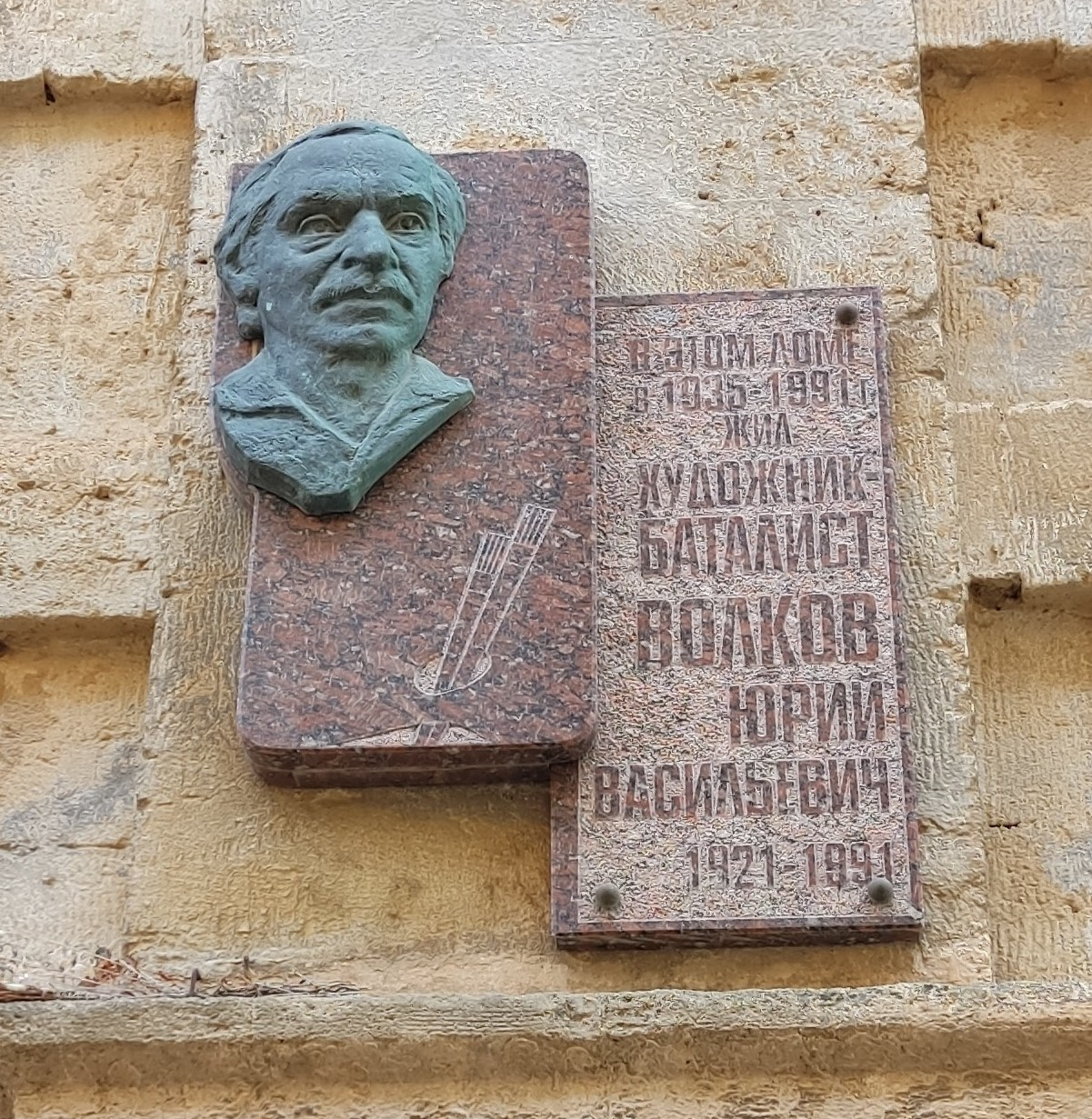
Меморіальна дошка.

- Його ім'я носить Євпаторійська дитяча художня школа[1];
- 9 грудня 2011 року на фасаді будинку на вулиці Революції, де з 1935 по 1991 рік мешкав художник, встановлено меморіальну дошку[3];
- 2012 року вийшла книга «Юрий Волков — художник-баталист», до якої увійшли репродукції його робіт, статті та витяги із його щоденників[3].